# Le Globe symbolique
Le Globe symbolique est une structure métallique évoquant le logo des Nations unies. Il a vu le jour à  l'occasion du sommet mondial des Nations unies pour le développement social en mars 1995. Une structure sphérique de quinze mètres de diamètre avait été construite dans le centre de Copenhague, avec l'aide de délégués issus de tous les coins du monde. C'est probablement la première fois que des représentants du monde entier pouvaient joindre leurs efforts pour ériger une telle structure porteuse, en éprouvant la joie de construire.
L'idée appartient à Erik Reitzel, et le Ministère de la Culture du Danemark a financé sa réalisation.
Le mot "symbole" vient du vieux grec sumbolon qui veut dire signe ou garantie. Dans la Grèce antique, quand des amis se quittaient, les hôtes brisaient un objet et en donnaient un morceau à chacun des invités. Lorsque ceux-ci revenaient en visite, ils apportaient chacun leur tesson et le remettaient en place. En reconstituant l'objet, ils prouvaient leurs liens d'amitié.
Cette idée de partage et d'amitié allait donc être perpétuée à l'occasion du sommet mondial des Nations unies à Copenhague. Les 10 000 délégués, venus du monde entier, recevraient chacun un sumbolon qui leur permettrait de construire ensemble une structure durable : le Globe symbolique.
Le logo des Nations unies étant représenté par un globe, il était naturel de penser à un globe comme structure porteuse de la collectivité. Pour ce faire, il fallut développer tout un nouveau système de construction fait d'articulations métalliques spéciales, de tringles et d'entretoises, et demeurant simple à monter, à démonter et à transporter.
L'expérience d'Erik Reitzel en ce qui concerne les structures minimales avait déjà été démontrée, en particulier lors de la construction de la tour extérieure des ascenseurs de la Grande Arche à Paris, de la pyramide de verre à Industriens Hus à Copenhague et dans la structure de quasi-cristal de l'Université polytechnique du Danemark. Le développement de la construction du système a été le résultat d'une synergie entre la recherche, l'éducation et la pratique d'Erik Reitzel.
La plupart du Globe symbolique est faite d'un type spécial d'aluminium dur, et Emil Nielsen, atelier de forgeron, a assisté dans l'exécution pratique.
Depuis 1995 le Globe symbolique est placé sur la Piazza de l'UNESCO à Paris, entouré des drapeaux de toutes les nations. Il signale qu'ici se trouve le siège de l'organisation internationale.